# 3261 Tvardovskij
3261 Tvardovskij (1979 SF9) là một tiểu hành tinh vành đai chính được phát hiện ngày 22 tháng 9 năm 1979 bởi N. Chernykh ở Nauchnyj.